# Sacatepéquez megye
Sacatepéquez Guatemala egyik megyéje. Az ország déli részén terül el. Székhelye Antigua Guatemala.

## Földrajz
Az ország déli részén elterülő megye nyugaton Chimaltenango, északon és keleten Guatemala, délen pedig Escuintla megyével határos. Escuintla és Chimaltenango megyékkel alkotott hármashatárán emelkedik a Fuego nevű aktív tűzhányó.

## Népesség
Ahogy egész Guatemalában, a népesség növekedése Sacatepéquez megyében is gyors. A változásokat szemlélteti az alábbi táblázat:
| Év             | Lakosság |
| -------------- | -------- |
| 1981           | 121 127  |
| 1994           | 180 647  |
| 2002           | 248 019  |
| 2014 (becsült) | 336 606  |

### Nyelvek
2011-ben a lakosság 33,9%-a beszélte a kakcsikel, 0,6%-a a kanhobal, 0,7%-a a kicse, 0,1%-a a kekcsi és 0,2%-a a mam nyelvet.

## Képek

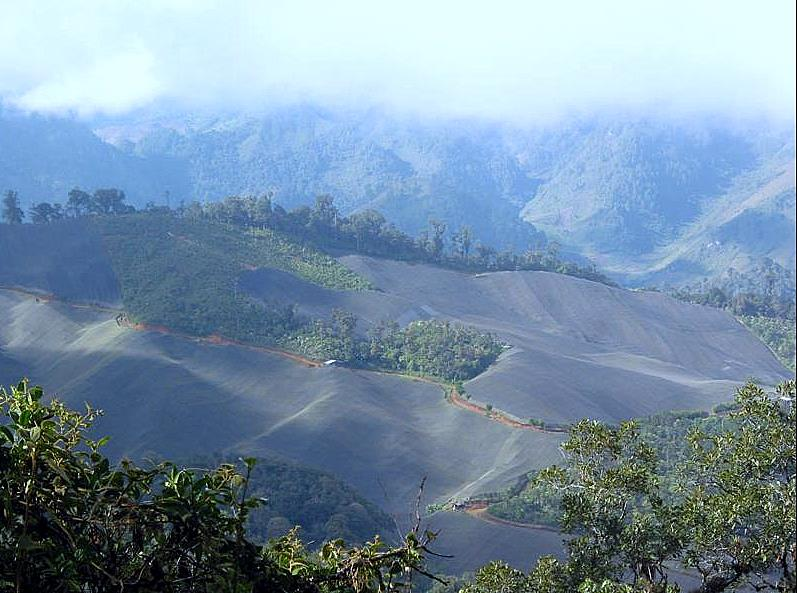
Tájkép
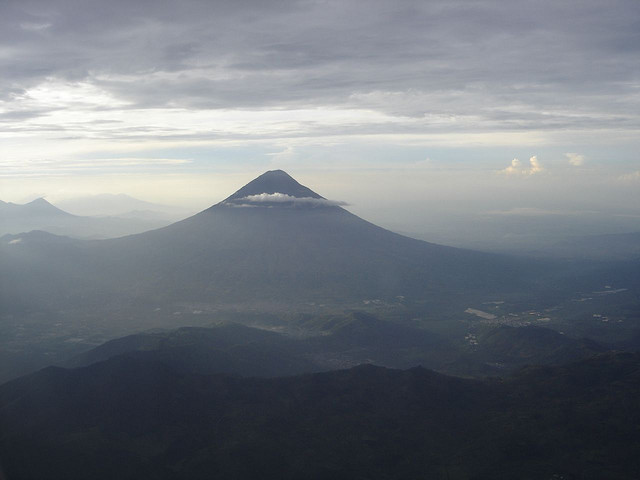
Az Agua tűzhányó
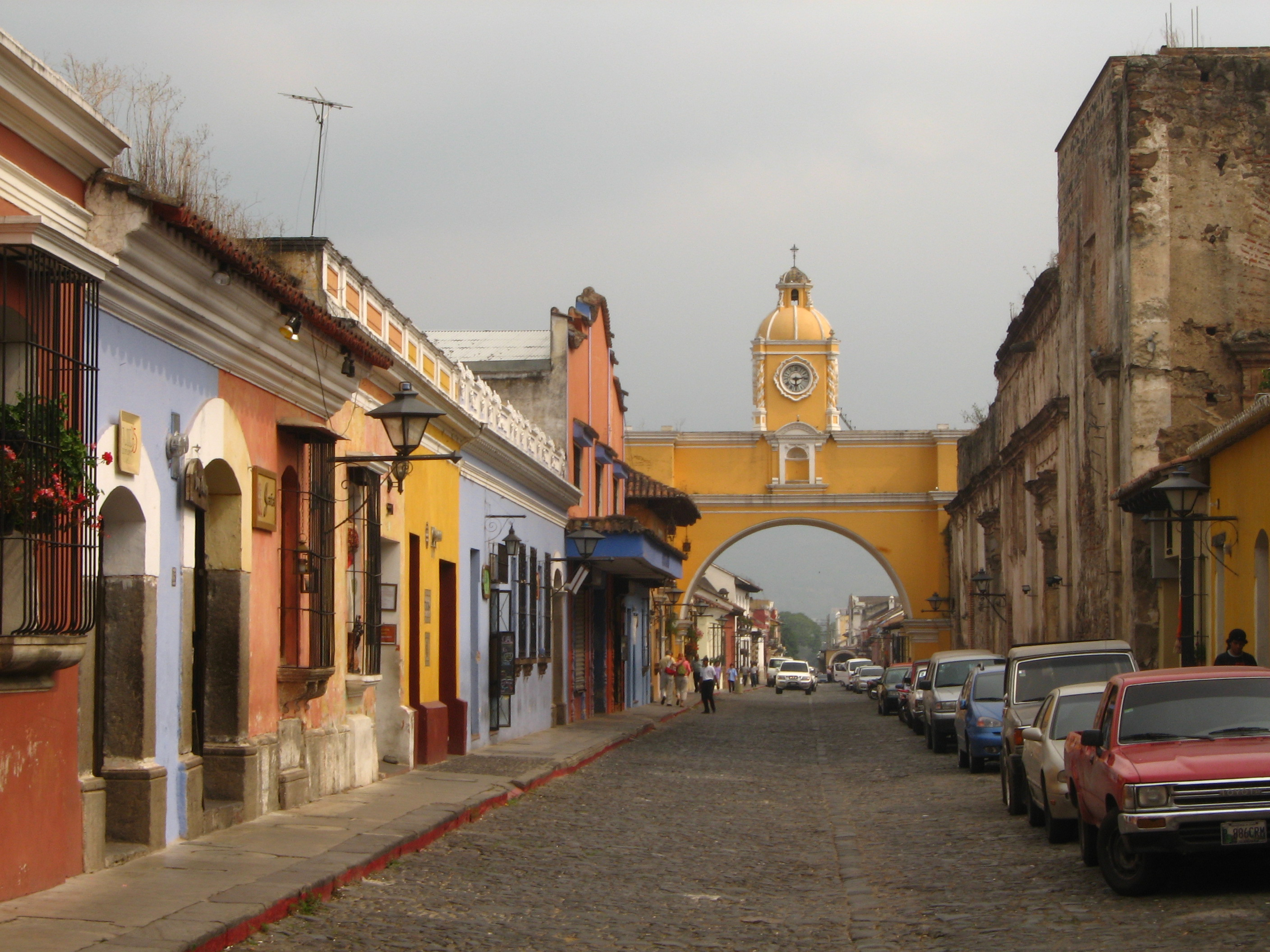
Utca Antigua Guatemalában a Szent Katalin-kapuívvel
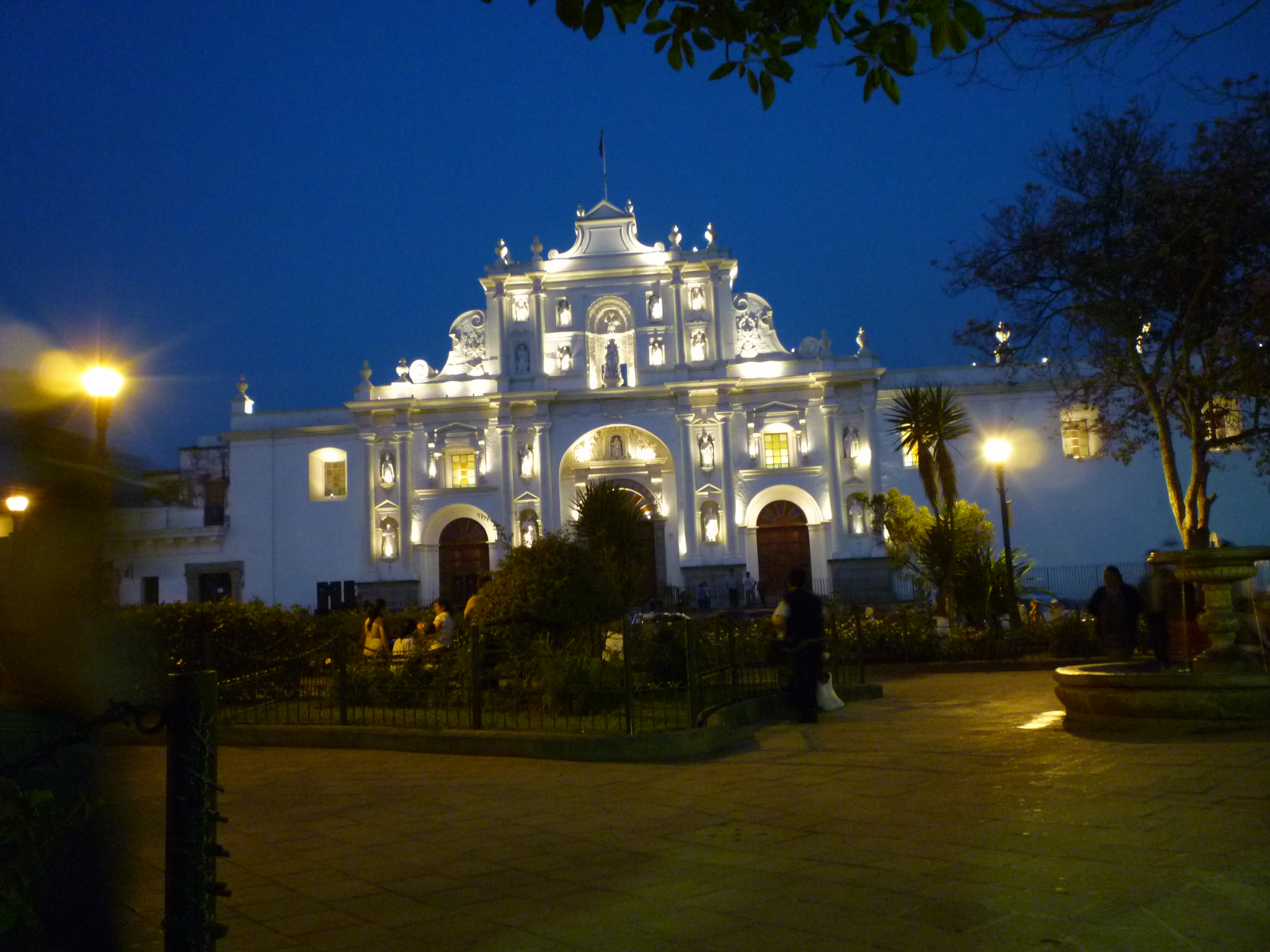
Az Antigua Guatemala-i főtér este